# USS The Sullivans (DDG-68)
Pour les autres navires du même nom, voir USS The Sullivans.
L’USS The Sullivans (DDG-68) est un destroyer américain de la classe Arleigh Burke.
Il est nommé d'après les frères Sullivan, cinq membres d'une même fratrie américaine qui périrent lorsque le croiseur léger USS Juneau, sur lequel ils servaient tous les cinq, fut coulé le 13 novembre 1942 lors de la bataille navale de Guadalcanal.
En 2000, un groupe affilié à Al-Qaïda a tenté d'attaquer le navire, mais le bateau des pirates a coulé avant l'attaque.

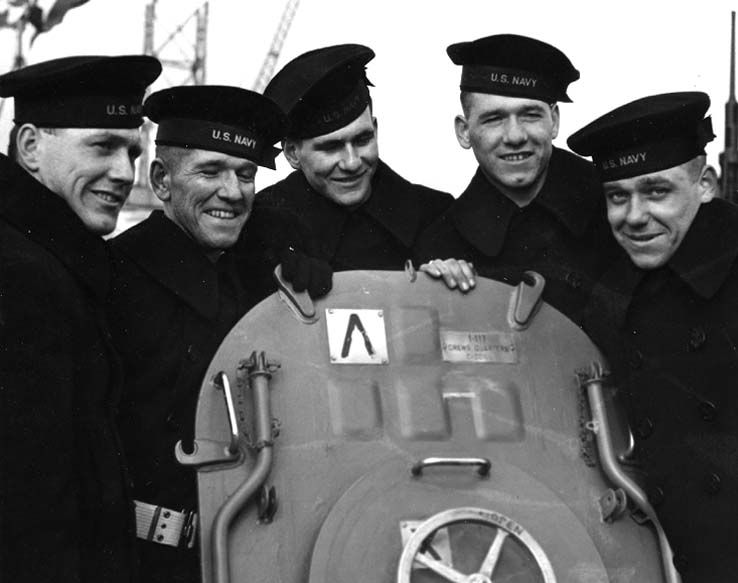
Les cinq frères Sullivan à bord du. De gauche à droite : Joseph, Francis, Albert, Madison et George Sullivan.